# 동부가짜집박쥐
 동부가짜집박쥐(Falsistrellus tasmaniensis)는 애기박쥐과에 속하는 박쥐의 일종이다. 태즈메이니아주를 포함한 오스트레일리아 동부와 남동부 등 오스트레일리아에서만 발견된다.

## 특징
보통 크기의 박쥐로 몸통 길이가 55~70mm이고 전완장이 48~54mm, 꼬리 길이가 40~51mm이다. 귀 길이는 14~19mm, 몸무게는 최대 26g이다. 몸이 튼튼하다. 등쪽은 적갈색이고 배쪽은 좀더 연한 색을 띤다. 귀 앞쪽 주둥이에는 털이 없고 연한 갈색이다. 날개와 입술, 앞팔, 발은 거무스레하다. 귀는 밝은 갈색으로 가늘고 좁으며 끝이 둥글다.

## 생태
유칼립투스 나무의 구멍 속과 건물 안에 은신한다. 먹이는 곤충이다.

## 분포 및 서식지
퀸즐랜드주 남서부와 뉴사우스웨일스주 동부, 빅토리아주, 사우스오스트레일리아주 남동부, 태즈메이니아주 섬에 널리 분포한다. 해발 최대 1,500m 이하의 습윤 숲과 성숙림에서 서식한다.